# Сент Џејмс (Северна Каролина)
Сент Џејмс (енгл. St. James) град је у америчкој савезној држави Северна Каролина.

## Демографија
По попису из 2010. године број становника је 3.165, што је 2.361 (293,7%) становника више него 2000. године.
| Група             | 2000.       | 2010.         |
| Белци             | 783 (97,4%) | 3.076 (97,2%) |
| Афроамериканци    | 3 (0,4%)    | 31 (1,0%)     |
| Азијати           | 5 (0,6%)    | 18 (0,6%)     |
| Хиспаноамериканци | 5 (0,6%)    | 27 (0,9%)     |
| Укупно            | 804         | 3.165         |